# Suwa-jinja (Chizu)
Pour les articles homonymes, voir Suwa Jinja.
Le Suwa-jinja (諏訪神社) est un sanctuaire shinto situé à Chizu, Tottori, préfecture de Tottori au Japon. Connu du temps des invasions mongoles, le sanctuaire est réputé pour ses zelkovas et ses momiji. Le honden date de 1832. 
Le matsuri (festival) Onbashira organisé l'année du Tigre et l'année du Coq est l'occasion de porter des piliers de cèdres japonais à travers la ville.

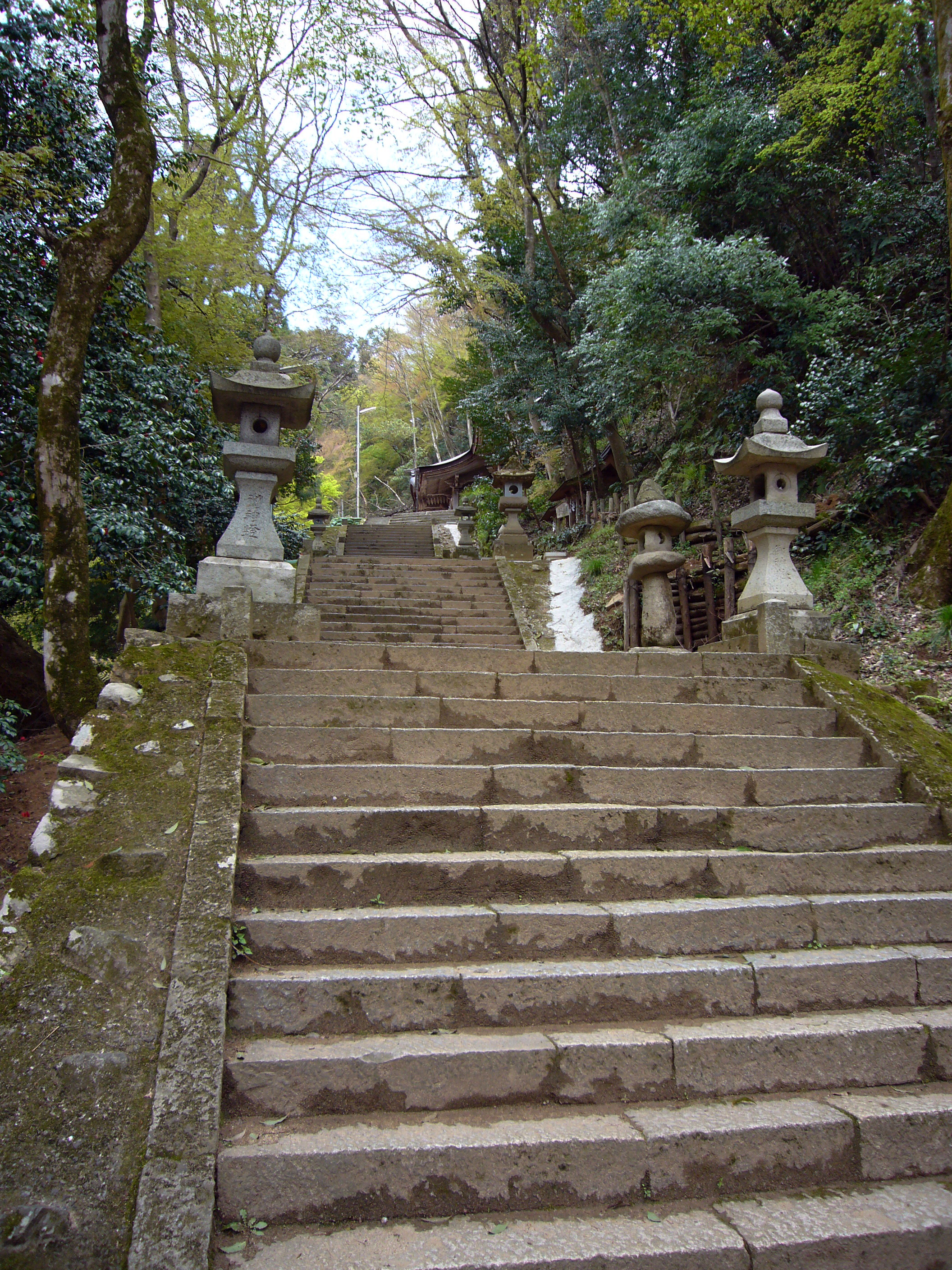